# Скарб Пріама

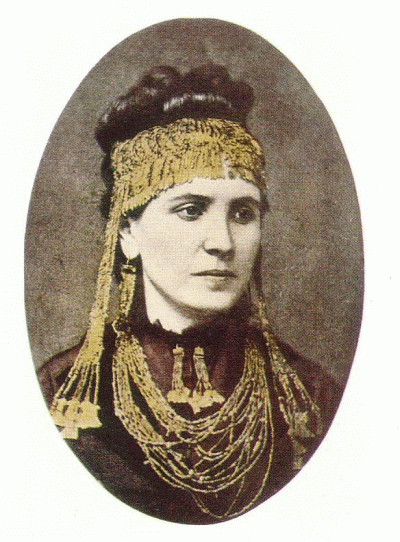
Портрет Софії Шліман в «головному уборі Єлени Троянської» зі Скарбу Пріама, фото 1874 року

Скарб Пріама, також Золото Трої — сенсаційний скарб, який виявив Генріх Шліман під час розкопок у Трої. Скарб отримав назву від імені античного царя Пріама.

## Датування і походження
Встановлено, що скарб не має відношення до царя Трої Пріама. Він датується 2400–2300 рр. до н. е. і належить до Трої ІІ, тобто існував за тисячу років до Пріама, який правив Троєю VI або навіть VII.
Сам скарб знаходився в срібній дворучній посудині. Він складався з понад 10 000 предметів. Найбільше в ньому було золотих намистин — близько 1000. Причому намистини були дуже різноманітними за формою — і дрібний бісер, і тонкі трубочки, і намистинки з розплющеними лопатями. Коли була виконана реконструкція нагрудної пекторалі, що складалася з цих намистинок, вийшло двадцять розкішних ниток намиста, до нижньої з яких підвішувались 47 золотих стрижнів, а в центрі розташовувався один абсолютно особливий — з тонкими нарізками.
Також в скарбі знаходилися сережки, зокрема «долькові», виконані у вигляді півкільця, згорнутого з ряду дротинок (від 2 до 7), на кінці сплющених. Були знайдені й скроневі кільця — досить масивні прикраси, які, як вчені припустили пізніше, прив'язувалися тонкими шнурами до вух. Були в скарбі й витончені сережки у формі кошиків, до якої кріпилася фігурка богині. Також в скарбі знаходилися браслети, налобна золота стрічка, дві золоті діадеми і масивна золота ладьєподібна чаша вагою близько 600 грамів, що використовувалась, імовірно, в ритуальних жертвоприношеннях.
Фахівці зазначили, що такі речі могли бути виготовлені тільки з допомогою збільшувальних приладів. Пізніше в останньому скарбі було знайдено десятки лінз з гірського кришталю.
Крім золотих речей, в троянському скарбі були знайдено кістки овець, биків, кіз, корів, свиней і коней, оленів і зайців, а також хлібні зерна, горох, боби. Величезна кількість знарядь і сокир були кам'яними, але жодного мідного. Численні глиняні посудини були зроблені руками, а частиною на гончарному крузі. Деякі з них стояли на трьох ніжках, інші мали форму тварин. Також в скарбі знаходилися ритуальні сокири-молоти, знайдені в 1890 році. Досконалість їх настільки значна, що деякі вчені сумніваються в тому, що їх могли зробити в середині III тисячоліття до нашої ери. Всі вони добре збереглися, лише один (зроблений з афганського лазуриту) був пошкоджений, оскільки застосовувався в давнину. У якому конкретно ритуалі вони брали участь, поки не встановлено.

## Історія знахідки та доля скарбу

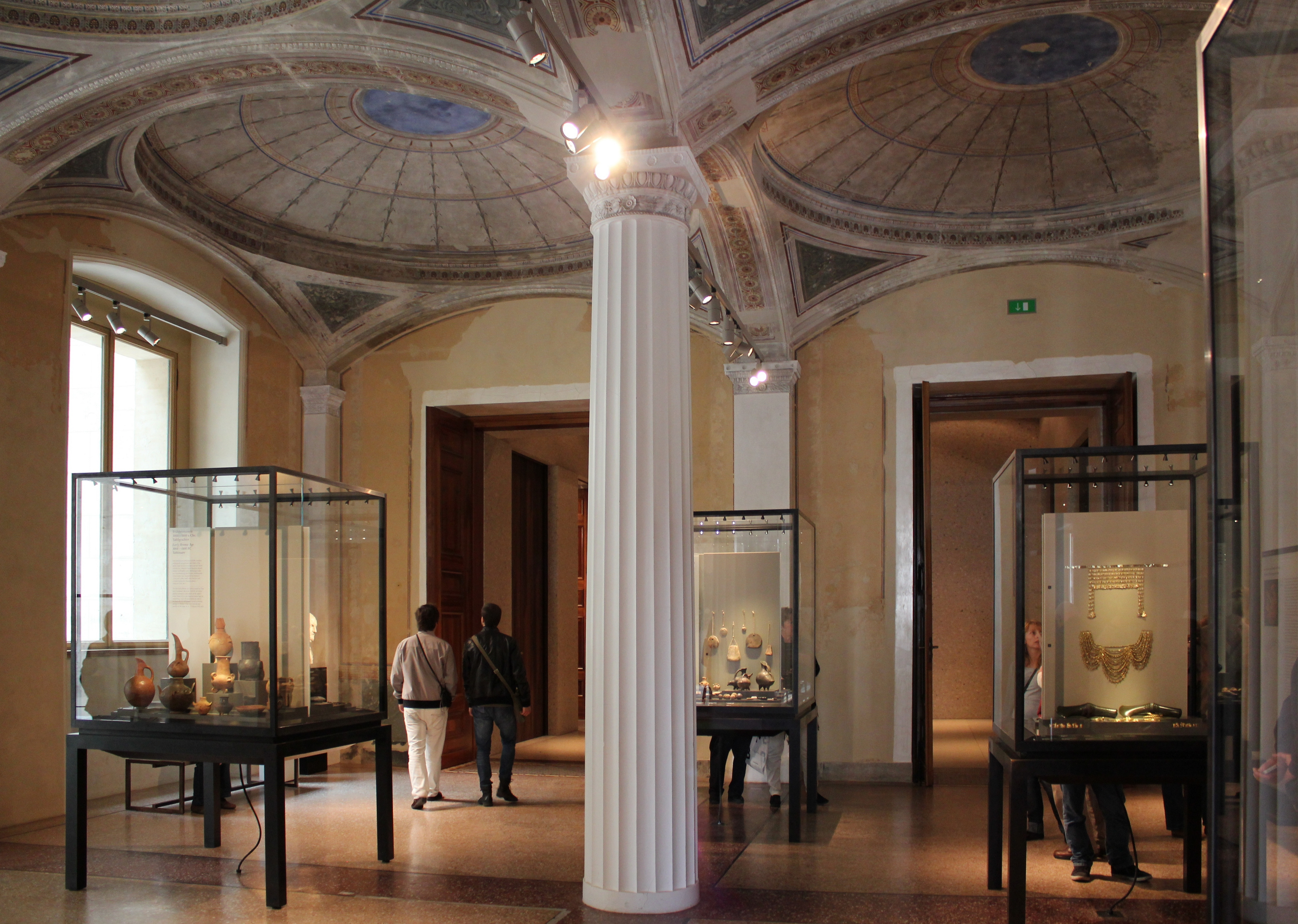
Зала із частиною Скарбу Пріама в Музеї доісторичного періоду і ранньої історії, Берлін

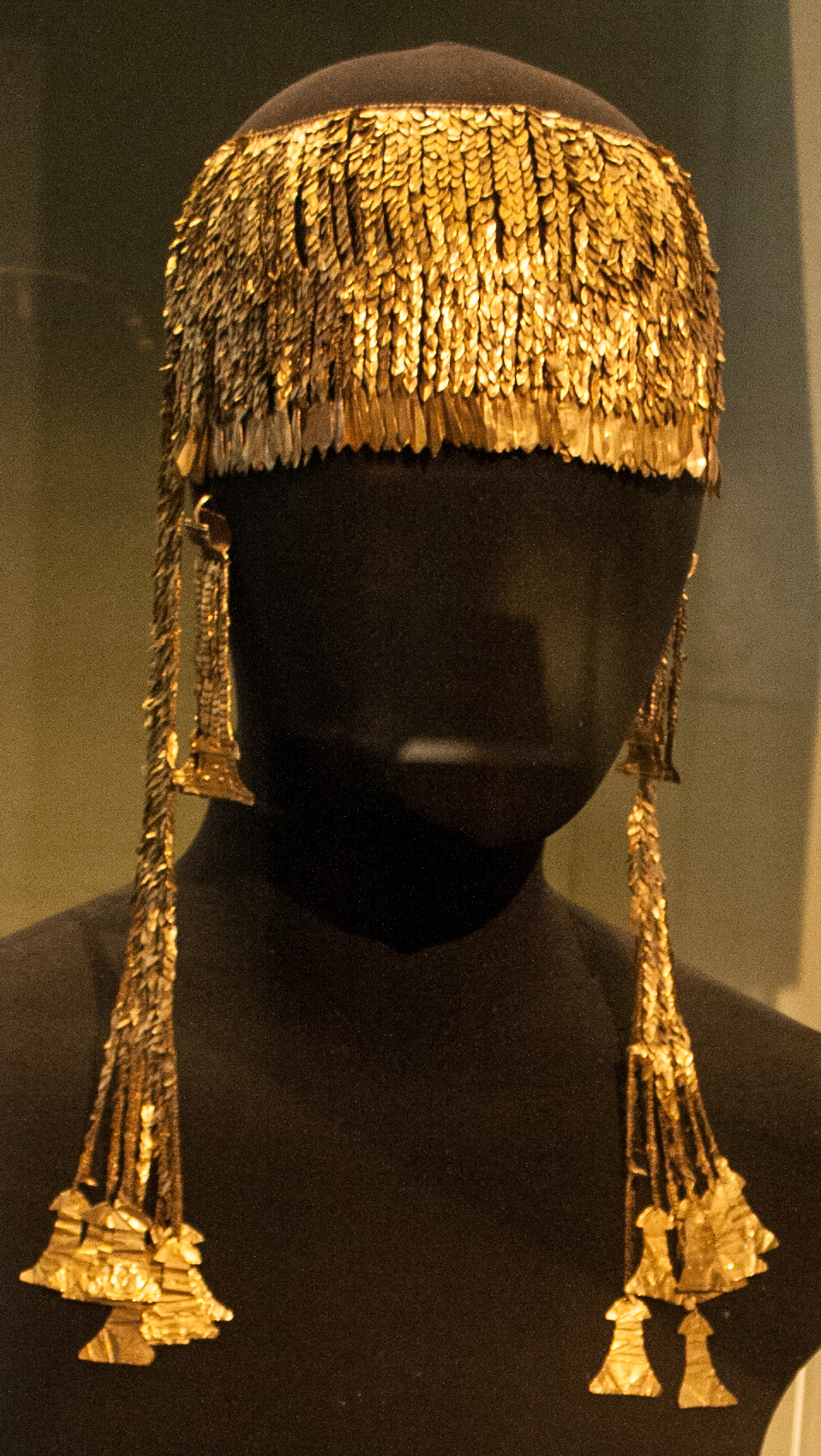
Велика золота діадема із підвісками зі Скарбу в сучасній експозиції, Московський музей імені Пушкіна

### Знахідка
Генріх Шліман виявив скарб 31 травня 1873 року. Як описував сам Шліман, він помітив предмети з міді та оголосив робочим перерву, щоб самостійно викопати скарб разом зі своєю дружиною Софією Шліман. З-під хиткої древньої стіни Шліман одним ножем відкопав різні предмети із золота і срібла. Скарб знаходився під ґрунтом тисячоліть і важкою стіною у своєрідному кам'яному ящику. Шліман помилково прийняв знахідку за легендарні скарби троянського царя Пріама.

### Афіни і Берлін
Шліман побоювався, що настільки цінні скарби можуть бути конфісковані місцевою османською владою і стануть недоступними для подальшого наукового вивчення, і тому вивіз їх контрабандою в Афіни. Османська імперія зажадала від Шлімана відшкодування збитку в розмірі 10 000 франків. Шліман запропонував 50 000 франків за умови, що ці гроші підуть на фінансування археологічних робіт.
Шліман запропонував молодій Грецькій державі звести в Афінах власним коштом музей для експозиції скарбу за умови, що за життя археолога скарб залишиться в його власності і що йому будуть надані дозволи на проведення масштабних археологічних розкопок в Греції. З причин політичного характеру Греція відхилила цю пропозицію, з фінансових і політичних причин відмовилися від скарбу Шлімана також музеї Лондона, Парижа і Неаполя. Зрештою про бажання взяти скарб у своє Античне зібрання заявили Пруссія і Німецька імперія.

### Москва
Наприкінці Другої світової війни в 1945 професор Вільгельм Унферцагт передав скарб Пріама разом з іншими творами античного мистецтва радянської комендатурі. Як трофейне мистецтво скарб Пріама був перевезений в СРСР. З цього моменту доля скарбу Пріама була невідома, і він вважався втраченим. У Радянському Союзі «трофеї» з Берліна зберігалися в режимі особливої секретності, і тільки в 1993 році уряд Росії оголосив, що скарби Трої знаходяться в Москві. Лише 16 квітня 1996, 51 рік потому, скарб Пріама був виставлений в Пушкінському музеї Москви. Питання повернення викрадених СРСР німецьких цінностей до ФРН не вирішене донині.

## Припущення про фальсифікацію скарбу
Німецький письменник Уве Топпер у книзі «Фальсифікації історії» висловив припущення про те, що скарб Пріама був виготовлений на замовлення Шлімана одним з афінських ювелірів. Підозрілим, з його погляду, є досить спрощений стереотипний стиль, в якому виконані вироби з золота: посудина для напоїв Пріама в 23 карата нагадує соусницю XIX століття. Інша гіпотеза фальсифікації скарбу Шліманом стверджувала, що всі судини були просто куплені. Теорії відкинула переважна більшість науковців світу.